# ミュンヘン - ガルミッシュ＝パルテンキルヒェン線
ミュンヘン - ガルミッシュ＝パルテンキルヒェン線（ミュンヘン - ガルミッシュ＝パルテンキルヒェンせん、ドイツ語: Bahnstrecke München–Garmisch-Partenkirchen）はバイエルン州南部にあるDB幹線鉄道の一つである。この路線はミュンヘンで始まり、シュタルンベルク、ムルナウを経てガルミッシュ＝パルテンキルヒェンで終わる。

## 沿線概況

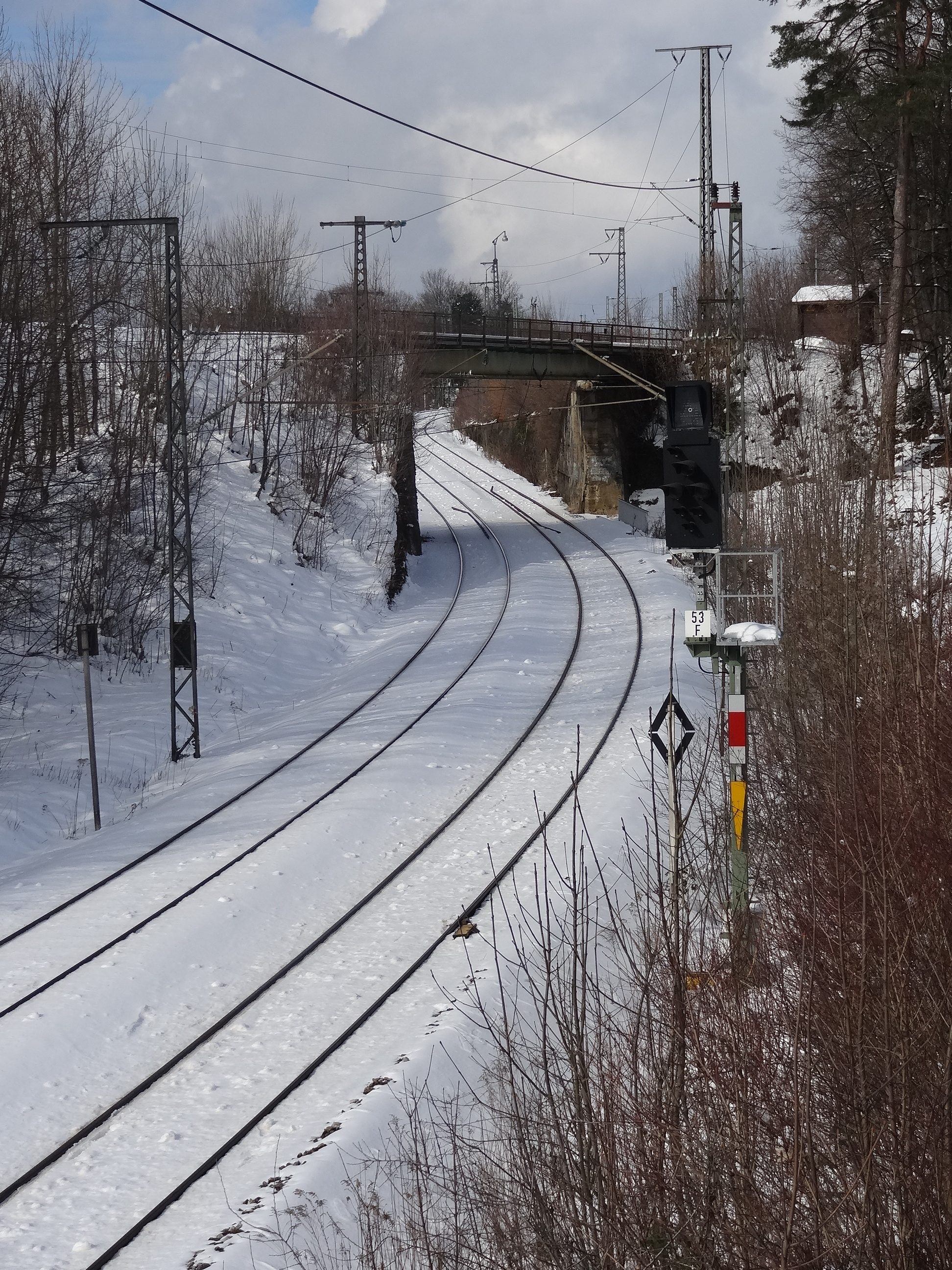
ムルナウ近郊の高架橋

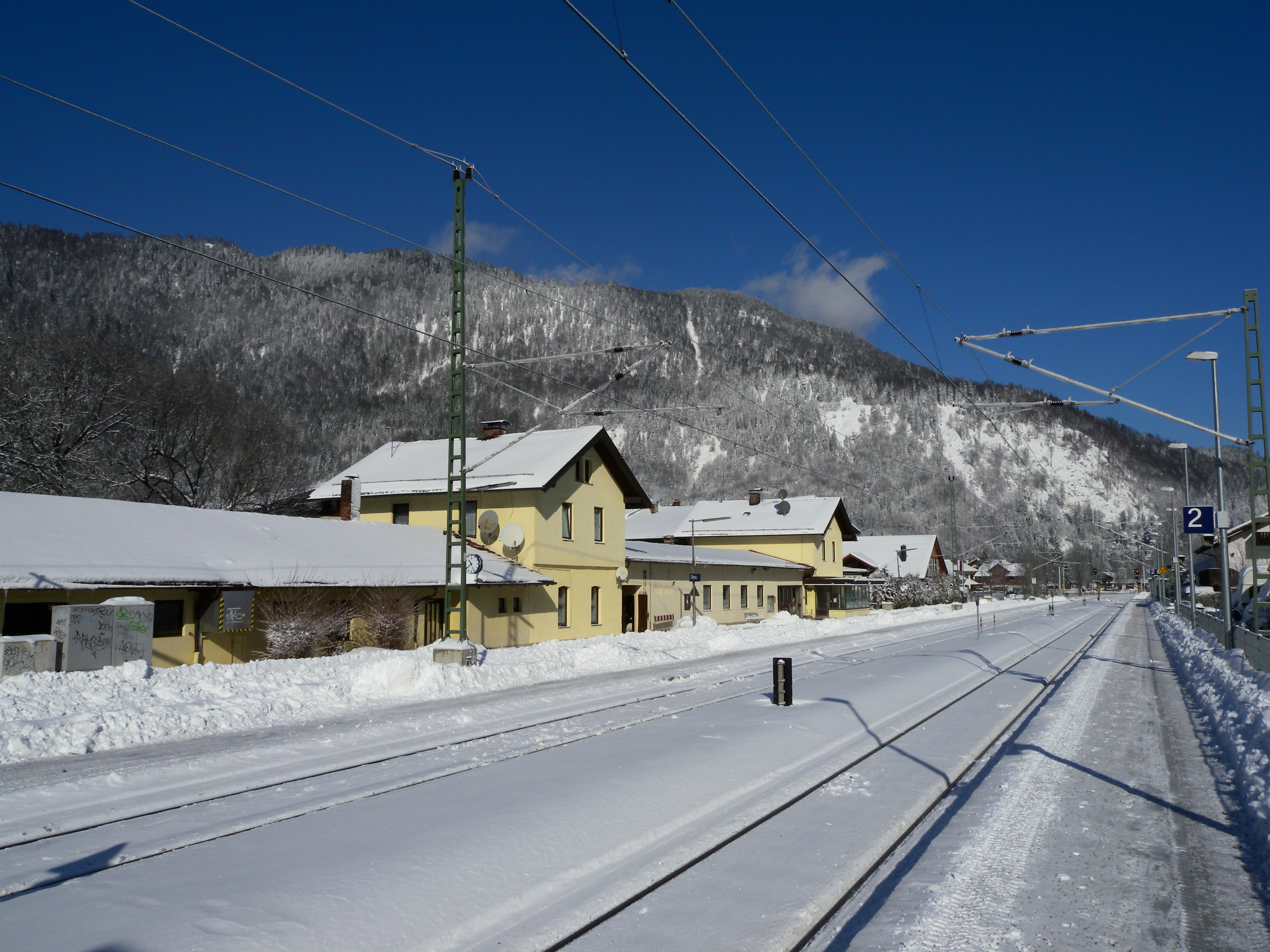
オーバーラウ駅 (2009年)

ミュンヘン-ガルミッシュ＝パルテンキルヒェン線はシュタルンベルク駅舎(ミュンヘン中央駅27 - 36番線)からはじまり、アルゴイ線及びミュンヘンーアウクスブルク線とミュンヘン・パージング駅まで並行している。ガウティング駅までは本線とSバーン全用線が並行している。シュトクドルフーシュタルンベルク区間には列車がヴュルム（アンパー）川と並びに走っている。
シュタルンベルク駅にはシュタルンベルク湖とアルプスの山が見える。湖の西側に列車が走ると、Sバーンの終着駅のトゥツィング駅に入る。その駅からコヘル湖線が分岐し、約1.5 kmの複線がウンターツァイスメリング分岐点まで続く。
ヴァイルハイム駅の直前にアンマー湖線が合流し、駅の南側にプファフェンヴィンケル線が分岐する。列車がフグルフィング駅を過ぎてウフィングに入ると、シュタフェル湖の風景が見える。
ムルナウ駅にはアンマーガウ線が分岐し、本線と高架鉄橋で交差してオーバーアンマーガウまで続く。へヒェンドルフ駅までは線路は短いながら複線である。
列車がヘヒエンドルフ～オールシュタット間を入って、ロイザッハ川を何度も渡る。そこから線路はバイエルンフォルアウペン山脈と並べて続き、観光名所のアウプス地帯に入る。ロイザッハ谷はエシェンローヘ駅の南の方向にある。
終点であるガルミッシュ＝パルテンキルヒェン駅はミュンヘン中央駅から100.6 km離れており、カーヴェンデル山脈やヴェッターシュタイン山脈を見せるミッテンヴァルト線がこの駅に接続している。他のアルプスの目的地へゆくために、代わりにアウサーファーン線またはツークシュピッツ線を利用することも可能である。

## 歴史

### ミュンヘン - パイセンベルク鉄道、ロカルバーンおよび路線統合
1853年11月5日に王立バイエルン邦有鉄道の理事会 (Generaldirektion) の間に建設官僚のウルリヒ・ヒンブゼル (Ulrich Himbsel、1787〜1860) の参加で鉄道建設の契約が締結された。1854年5月ミュンヘン・シュタルンベルク駅 - プラーネック間は開通されて、ミュンヘン - パージイング間はミュンヘン - アウクスブルク線と共有されることになった。同年11月この路線はシュタルンベルク駅まで延伸された。1862年1月1日国家の資金で運営されたミュンヘン - シュタルンベルク線は国家に売却される。ヴァイルハイム市はこの路線の延伸を支援して建設免許も取った。1866年2月トゥツィング - ウンターパイセンベルク間開通でこの路線はヴァイルハイム駅まで延伸された。
1874年5月8日帝国議会のムルナウ議員のエメラン・コトミュラー (Emeran Kottmüller、1825〜1905) が鉄道委員会 (Eisenbahnkomitee) を組織した。目的はヴァイルハイム - ムルナウ間フィチナル鉄道の敷設だった。1876年7月10日フィチナル鉄道に建設のプロジェクトが許可され、1879年5月ヴァイルハイム - ムルナウ間は開通された。一方1888年9月23日ロカルバーン株式会社（Lokalbahn Aktien-Gesellschaft、LAG）はムルナウ - パルテンキルヒェン区間の地方鉄道の建設、運営に関する免許を取った。1889年7月25日LAGのムルナウ - パルテンキルヒェン区間は開通された。当時終着駅の名前は最初からガルミッシュ＝パルテンキルヒェン駅だったが、反面に二つの町は1935年ガルミッシュ＝パルテンキルヒェンとして統合された。1900年この路線に特急列車が最初に運行され、素養時間は三時間だった。LAGはムルナウ - パルテンキルヒェン間の線路改良で必要な資金を確保できなかったため、バイエルン鉄道と交渉の末1908年1月1日ムルナウ - パルテンキルヒェン間の鉄道施設は王立バイエルン鉄道へ売却されることになった。
1900年までミュンヘン - トゥツィング間は複線で改良された。1900年5月1日バイエルン鉄道はパージング - プラーネック区間で通勤列車用緩行線 (Vorortbahn) を複線で追加し、1902年10月までガウティングまで延長した。1908年6月1日付で二番目の緩行線線路がプラーネック - ガウティング区間で完工されたが、1918年撤去された。

### ドイツ国営鉄道時代
1924年からドイツ国営鉄道はこの路線の電化事業を着手し、翌年2月23日に旅客列車、3月16日に通勤列車の電気運転が実現された。1930年からカルヴェンデル急行列車（Karwendel-Express）が導入され、客車では電気暖房器、解放座席車、展望用の大きい上部窓ガラスが備わった。1935年3月26日と27日にかけて、ドイツ国営鉄道は冬季オリンピックの準備のため、フグルフィング - ヘヒェンドリフ区間の複線化、線路改良、乗降場の拡張を決定した。1935年12月改修工事は冬季オリンピックの前に一短絡された。しかし1942年と1943年間にフグルフィング - ムルナウ間は戦争のため単線化された。

### ドイツ連邦鉄道時代
終戦後、トゥツィング - ガルミシュ＝パルテンキルヒェン区間は改修され、許容速力が上がった。1960年代末ミュンヘン - トゥツィング区間がSバーン列車用度で改修され、1968年までプラーネック - ガウティング区間に緩行線は再び構築されて、ミュンヘン - ガウティング区間では複々線が用意された。Sバーン列車の乗降場は高さ76 cmで改築された。1972年5月28日にS6系統はこの路線に導入されて、列車はミュンヘン・パージング - ガウティング区間で別の線路で走行することとなった。
1980年代に幾つの駅が廃止されて、プラーネック駅とガウティング駅はSバーン列車のみが停車することとなった。1982年以来一定間隔運行は時刻表で導入されて、1994年から「ヴェルデンフェルス運行間隔（Werdenfels-Takt）」という商標名が付けている。1985年ムルナウで運転指令所（Elektronisches Stellwerk）が設置されて、ドイツ連邦鉄道の史上最初でコンピューター作動で運営された信号扱い所である。この運転指令所は三年間、信号保安を担当せずに運営されたが、1988年11月から独立的に運営されている。

### ドイツ鉄道時代
2001年DBネット（DB Netze）はムルナウ - ヘヒェンドルフ区間の二番目の線路撤去およびオールシュタット駅、ファルヒァント駅の廃止を企画した。線路保存を望むオーバーラント住民の世論により、バイエルン州当局はドイツ鉄道庁にドイツ鉄道計画案の許可を永久に却下した。バイエルン州はこの決定で裁判所の判決をあらかじめ阻止した。
2002年6月新しい運転指令所がガルミシュ＝パルテンキルヒェンで設置されて、駅を貫通する線路は9本から4本に減少した。その運転指令所は2007年7月31日までミュンヘン鉄道運営センター（Betriebszentrale）から統制された。ガルミッシュ＝パルテンキルヒェンの運転指令所拡張は決定され、アルペンスキー世界選手権大会2011の開催地がその町と決定された以後、この路線は全般的に改修された。エシェンローエ駅とオーバーラウ駅では連動装置はこの運転指令所と連結され、乗降場は2010年に部分的に改築された。ムルナウ駅とガルミッシュ＝パルテンキルヒェン駅でも利用しやすい通路が確保された。
2012年夏にフグルフィング - ポリング旧駅区間の線路移設で曲線の曲率半径が増加して、列車の走行速度が向上された。2013年にはトゥツィング駅も利用しやすく改修されて、Sバーン列車の乗降場は高くなった。トゥツィング駅は、列車が分割併合されるよう改修されて、その駅からコヘル湖線の分岐点までの区間は分岐器の追加を通じて複線となった。一方2013年ヨーロッパで発生した洪水のためトゥツィング - ガルミッシュ＝パルテンキルヒェン区間の運行が中止された。
2013年オールシュタット駅の乗降場移転と線路移設に関する問題が発生して、対合室および駐車場と乗降場間の距離が遠くなる問題であった。鉄道利用者団体であるプロバーン（Pro Bahn）は対案を提示したが、ドイツ鉄道は曲線の緩慢にならなくて運行速度の上がらないという理由で、その対案を拒絶した。オールシュタット駅の改修工事は2013年に始まったが、実質的な作業は当事者間の長い論争を経て、2015年以後行われた。2016年5月から2017年7月までヴァイルハイム駅は利用しやすく改修され、エレベーターが設置された。ガルミッシュ＝パルテンキルヒェン運転指令所の移転が計画され、新しい施設が駅で設備された。1980年設置されたSp Dr L60機種のリレー方式の連動装置は電子式連動装置に置き換わった。2018年の初めからヴァイルハイムの運転指令所はヴィルツホーフェン - ミッテンヴァルト区間の範囲で信号装置と分岐器を統制している。
2022年6月3日ミュンヘン行きの普通列車がガルミッシュ＝パルテンキルヒェン駅とファルコン駅の間、ブルクラインで脱線して、五人が死亡し68人が負傷を負った。事故原因探索は線路あるいは台車の欠陥に集中されて、車輪の損傷ではなく剥がれたレール締結装置および枕木上に傾いたレールが発見された。

### 年表
- 1854年5月21日; ミュンヘン・シュタルンベルク駅 - パージング - プラーネック間開通。
- 1854年7月16日; プラーネック - ガウティング間開通。
- 1854年9月16日; ガウティング - ミュルタル間開通。
- 1854年11月28日; ミュルタル - シュタルンベルク間開通。
- 1865年7月1日; シュタルンベルク - トゥツィング間開通。
- 1866年2月1日; トゥツィング - ヴァイルハイム - ウンターパイセンベルク間開通。
- 1879年5月15日; フィチナル鉄道ヴァイルハイム - ムルナウ間開通。
- 1889年7月25日; LAGのムルナウ - パルテンキルヒェン間（25.7 km）開通。
- 1924年12月3日; ムルナウ - パルテンキルヒェン間電化。
- 1925年1月5日; ヴァイルハイム - ムルナウ間電化。
- 1925年2月16日; シュタルンベルク - ヴァイルハイム間電化。
- 1925年2月19日~20日; ミュンヘン中央駅方向に電気運転が行う。
- 1925年2月23日; 全体の旅客列車の電気運行が始まる。
- 1935年12月18日; フグルフィング - ヘヒェンドリフ間複線化完了。
- 1972年5月28日; ミュンヘン・パージング - トゥツィング間にSバーン列車運行開始。
- 1984年6月2日; ディーメンドルフ、ヴィルツホフェン、ポリング、ヘヒェンドルフ、ファーシャント駅の旅客サービス中止。プラーネック、ガウティングはSバーンのみの駅になる。
- 1988年11月29日; 1985年ムルナウへ導入された電子連動装置(Elektronisches Stellwerk, ESTW)が既存の信号扱所を交替する。
- 2010年12月; ファルヒァント駅再開業。

## 運行形態
1994年から毎時DBレギオの普通列車がミュンヘン中央駅からミッテンヴァルト駅まで運行され、その中にインスブルック行きの列車は二時間間隔で運行されていた。DB110又はDB111形電気機関車がn-Wagen客車を牽引し、客車にはプッシュプル方式の制御装置が装着されていた。
2013年12月から普通列車の運行は部分的にゼーフェルト・イン・チロルまで延長されている。他には通勤用の快速列車も運行されて、ミュンヘン・パージング駅、ヴァイルハイム駅、ムルナウ駅、ガルミッシュ＝パルテンキルヒェン駅でしか停車していない。この列車には部分的に111形電気機関車とN客車（n-Wagen）および二階客車の混合編成が使われている。現在普通列車にはボンバルディアの2442形電車が使われている。ミュンヘン - フグルフィング間はミュンヘン運輸運賃連合（Münchner Verkehrs- und Tarifverbund, MVV）の運賃制適用区域である。
2009年12月から金曜日から日曜日まで402、403、411系通のICE高速列車が運行されている。ICE列車はトゥツィング駅、ムルナウ駅、オーバーラウ駅で停車する。2007年まではIC列車カーヴェンデル号がミュンヘン中央駅からインスブルック中央駅まで運行されていた。
- ICE 28; ハンブルク・アルトナ - ベルリン - ライプツィヒ - エアフルト - ニュルンベルク - ミュンヘン - トゥツィング - ヴァイルハイム - ムルナウ - ガルミッシュ＝パルテンキルヒェン - インスブルック。土曜日1往復[17]。
- ICE 41; ドルトムント - エッセン - デュッセルドルフ - ケルン - フランクフルト（マイン） - ヴュルツブルク - ニュルンベルク - ミュンヘン - ムルナウ - ガルミッシュ＝パルテンキルヒェン（- インスブルック）。土曜日・日曜日1往復。
- 普通列車 (RB 6/RB 60): ミュンヘン - パージング - トゥツィング - ヴァイルハイム - フグルフィング - ウフィング - ムルナウ - オールシュタット - エシェンローエ - オーバーアウ - ファルヒァント - ガルミッシュ＝パルテンキルヒェン（- インスブルック/プフロンテン・シュタイナッハ）。60分間隔。使用車両はDB2442形電車。
- 普通列車 (RB 65/RB 66): ミュンヘン - パージング - シュタルンベルク - トゥツィング - ヴァイルハイム / コヘル。60分間隔。使用車両は上と同じ。
- Sバーン (): エーバースベルク - グラーフィング - トルダーリング - ミュンヘン東駅 - ミュンヘン - パージング - ミュンヘン西交差駅 - ロッホハム - グレーフェルフィング - プラーネック - シュトクドルフ - ガウティング - シュタルンベルク北駅 - シュタルンベルク - ポッセンホーフェン - フェルダフィング - トゥツィング。20分間隔[18]。使用車両はDB423形電車。